# 沙伊興峰

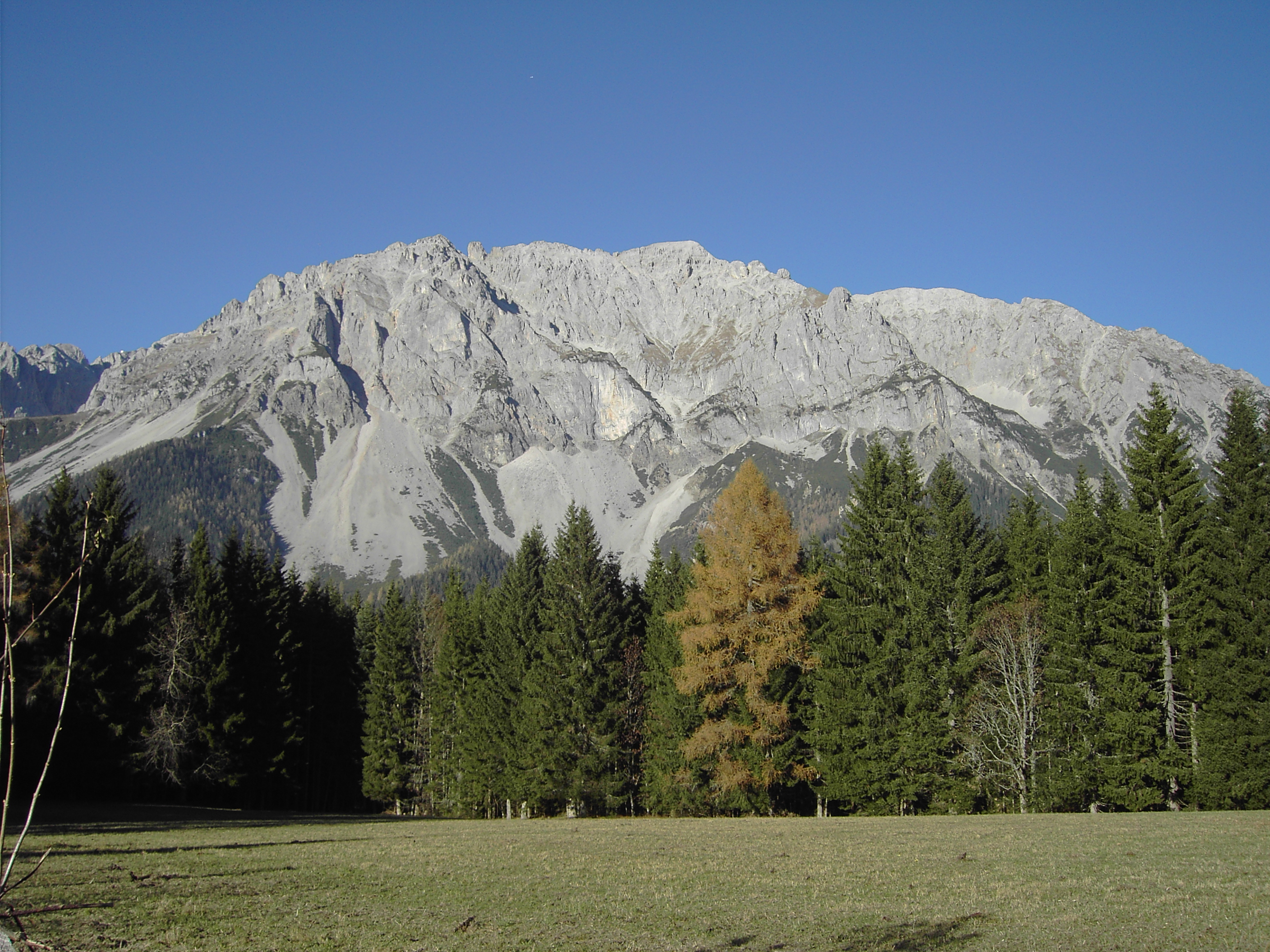

47°27′2″N 13°39′21″E / 47.45056°N 13.65583°E
沙伊興峰（德語：Scheichenspitze），是奧地利的山峰，位於該國中部，由施泰爾馬克州負責管轄，屬於达赫施泰因山脉的一部分，距離大科彭卡爾施泰因山1.9公里，海拔高度2,667米，每年平均降雨量2,029毫米。